# Chuck Peddle
Chuck Ingerham Peddle (Bangor, Maine, 25 de Novembro de 1937 – 15 de Dezembro de 2019) foi um engenheiro eletrônico conhecido como o principal projetista do microprocessador MOS Technology 6502, do microcomputador KIM-1 e seu sucessor, o computador doméstico Commodore PET, ambos baseados no 6502.

## Histórico
Formado em Engenharia em 1959, ele trabalhou onze anos para a General Electric na área de computação. Em 1970, montou uma empresa para produzir terminais inteligentes ("cedo demais", ele reconheceu numa entrevista em 1982). Novamente cedo demais, em 1972 tentou deslanchar uma empresa que produziria um editor de textos. E foi então que decidiu voltar a trabalhar como empregado de uma grande empresa.
Peddle trabalhou na Motorola, a partir de 1973, no desenvolvimento do microprocessador 6800, mas a deixou em seguida pela MOS Technology, onde chefiou o projeto da família de microprocessadores MOS Technology 650x, produzida como uma resposta ao Motorola 6800 (na época, um processador extremamente caro, na casa dos US$ 200). O membro mais famoso da série 650x foi o 6502 (vendido por apenas US$ 25), que foi subseqüentemente utilizado em muitos microcomputadores e dispositivos similares (três exemplos bem conhecidos e bem sucedidos no mercado de consumo foram a família Apple II, o Commodore VIC-20 e o Nintendo Entertainment System ou NES).
Peddle estava tão convencido da viabilidade dos computadores pessoais que, após o lançamento do Apple I, ele fez uma tentativa de adquirir a empresa de Steve Wozniak e Steve Jobs numa parceria com Bill Gates (então mais conhecido pelo seu popular interpretador BASIC). Todavia, Wozniak e Jobs pediram US$ 150 mil dólares pela Apple Computer e o negócio não foi adiante (Gates e Peddle só conseguiram levantar 100 mil dólares). Pouco tempo depois, a Commodore (CBM) comprou a MOS Technology.
Em janeiro de 1977 Peddle exibiu pela primeira vez o Commodore PET, numa feira de produtos eletrônicos; na mesma época, a Apple Computer preparava o lançamento do Apple II. Diferentemente do projeto de Wozniak e Jobs, o PET possuía monitor e leitor de cassetes embutido. O teclado, todavia, era apenas sofrível. A despeito disso, o primeiro lote de 1000 PETs foi vendido rapidamente ao preço de US$ 1600 a unidade, provando que havia um mercado latente para computadores domésticos.
Peddle deixou a companhia em 1980 junto com um ex-tesoureiro da CBM, Chris Fish, e ambos fundaram a Sirius Systems Technology. Lá, Peddle desenvolveu o computador pessoal/workstation Victor 9000 (ou Sirius 1, conforme foi batizado na Europa). Lançado algumas semanas antes do IBM PC, o Sirius 1 era uma máquina bastante inovadora para a época, com monitor de fósforo verde de 12", duas unidades de disquete de 5 ¼", duas portas seriais e uma paralela, bem como um teclado profissional com teclado numérico reduzido. A máquina foi bem sucedida nas vendas para o mercado europeu – pelo menos, até que o IBM PC chegasse à Europa.
Numa entrevista em novembro de 1982 para a revista Byte, Peddle declarou que "há muito tempo" já acreditava no desaparecimento dos computadores multiusuário em prol das máquinas conectadas em rede. Tais máquinas, na concepção de Peddle, necessitariam de sistemas operacionais multitarefa, para poderem rodar o software de rede e fazer "todas as coisas que você quer que um computador faça". Indagado sobre o que, no conceito dele, uma máquina ideal deveria ter (e independentemente da tecnologia existente na época), respondeu: "reconhecimento de voz. Mensagens de vídeo. Um produto completo que me permita trabalhar em qualquer lugar do mundo e me comunicar com outros em qualquer parte do mundo e com bancos de dados em qualquer lugar do mundo". Portanto, já em 1982, computadores multimídia e uma rede mundial de armazenamento de dados (que hoje poderíamos definir como a Web) eram alguns dos sonhos acalentados por Peddle.